# Al-Haddschādsch ibn Yūsuf
Al-Haddschādsch ibn Yūsuf (arabisch الحجاج بن يوسف, DMG al-Ḥaǧǧāǧ ibn Yūsuf; * 661; † 14. Juni 714) war ein arabischer Feldherr und eine der einflussreichsten politischen Persönlichkeiten im Reich der Umayyaden. 692 besiegte er ʿAbdallāh ibn az-Zubair, den wichtigsten Gegner des Umayyadenkalifats, von 694 bis zu seinem Tod diente er den Kalifen ʿAbd al-Malik ibn Marwān und al-Walid I. als Statthalter im Irak, ab 697 war er zusätzlich Statthalter von Chorasan und Sistan und damit quasi Herrscher über den gesamten Ostteil des Reiches.

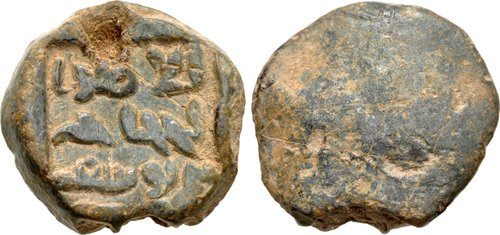
Bleisiegel des al-Haddschadsch ibn Yusuf

## Aufstieg
Al-Haddschādsch entstammte dem arabischen Stamm der Thaqīf und war zunächst als Lehrer in Taif tätig. Aus den frühen Jahren seines Lebens ist wenig bekannt: Er scheint an den Schlachten in der Harra von Medina im Jahr 682 und in ar-Rabadha im Jahr 684 teilgenommen, sich aber nicht besonders ausgezeichnet zu haben.
Die Wende kam, als al-Haddschādsch, in den ersten Jahren der Herrschaft des ʿAbd al-Malik, von Taif nach Damaskus versetzt wurde, der damaligen Hauptstadt des umayyadischen Reichs. Er diente unter Aba Zurʿa Rauh ibn Zinbāʿ al-Dschudhamī in der Polizei (šurta) des Kalifen.
Er erregte die Aufmerksamkeit des Umayyaden ʿAbd al-Malik, weil es ihm sehr schnell gelang, die Disziplin unter den aufrührerischen Truppen wiederherzustellen, mit denen der Kalif gegen den Rebellen Musʿab ibn az-Zubair in den Irak zog. Mit den drastischen Mitteln, mit denen er diese Aufgabe ausführte, wurde er auch später berühmt und berüchtigt.

## Kampf gegen die Zubairiden und Statthalter im Hidschaz
Im Feldzug gegen Musʿab ibn az-Zubair scheint al-Haddschādsch die Nachhut geführt zu haben. Nach dem Sieg über Musʿab in Maskin bei Dudschail im Jahre 72/691 zog er auf Befehl des Kalifen von Kufa an der Spitze von ungefähr 2000 syrischen Truppen gegen ʿAbdallāh ibn az-Zubair, den Kalifen von Mekka, aus. Er rückte ohne Gegenwehr bis zu seinem Geburtsort Taif vor, den er kampflos einnahm, und als Ausgangsbasis verwendete. Der Kalif hatte ihm zunächst aufgetragen, mit ʿAbdallāh ibn az-Zubair zu verhandeln, und ihm bei seiner Kapitulation Straffreiheit zu versichern. Sollten die Kämpfe fortfahren, so sollte die Stadt Mekka belagert werden, aber unter keinen Umständen sollte es unmittelbar in der heiligen Stadt zu blutigen Auseinandersetzungen kommen. Die Verhandlungen scheiterten, und al-Haddschādsch verlor die Geduld. Er sandte einen Eilboten zu ʿAbd al-Malik mit der Bitte nach Verstärkung und der Erlaubnis die Stadt Mekka mit Gewalt einnehmen zu dürfen. Er erhielt die Zustimmung und begann daraufhin die heilige Stadt vom Berg Abū Qubais aus mit Stein-Katapulten zu beschießen.
Die Beschießung wurde sogar während des Pilgermonats fortgesetzt. Voller Zorn gegen Ibn az-Zubair und seine Anhänger, hatte al-Haddschādsch auch keine Skrupel, die dort anwesenden Pilger, und sogar die Kaaba beschießen zu lassen. Als ein plötzlicher Sturm aufzog, bekamen seine Soldaten Angst vor der Strafe Gottes. Al-Haddschādsch hingegen deutete dies als göttliches Zeichen, dass der nahe Sieg bevorstehen werde.
Während der Belagerung, die länger als sieben Monate andauerte, liefen nahezu 10.000 Männer, unter ihnen auch zwei von Ibn az-Zubair’s Söhnen, zu al-Haddschādsch über. Der Gegenkalif wurde mit einigen wenigen treuen Gefolgsleuten, darunter auch sein jüngster Sohn, beim Kampf um die Kaaba getötet (Dschumada I 73/Oktober 692). Al-Haddschādschs Belagerung führte zum Tod von Tausenden Bewohnern Mekkas.
Nach Einnahme der Stadt blieb al-Haddschādsch Statthalter von Mekka. Im Mai 693 ernannte ihn ʿAbd al-Malik zusätzlich zum Statthalter von Medina. Er blieb allerdings nur einen Monat dort und machte dann eine ʿUmra-Wallfahrt nach Mekka. Bei dieser Gelegenheit machte er die Umbauten ʿAbdallāh ibn az-Zubairs an der Kaaba rückgängig. Nach seiner Rückkehr nach Medina verbreitete er dort durch seine Rauheit und Willkür eine Atmosphäre des Schreckens. Die Prophetengefährten behandelte er mit Verachtung und ließ ihnen zur Erniedrigung Bleisiegel um den Hals hängen. Im Frühjahr 694 fungierte al-Haddschādsch als Kommandant der Pilgerkarawane für den Haddsch.

## Statthalter im Irak

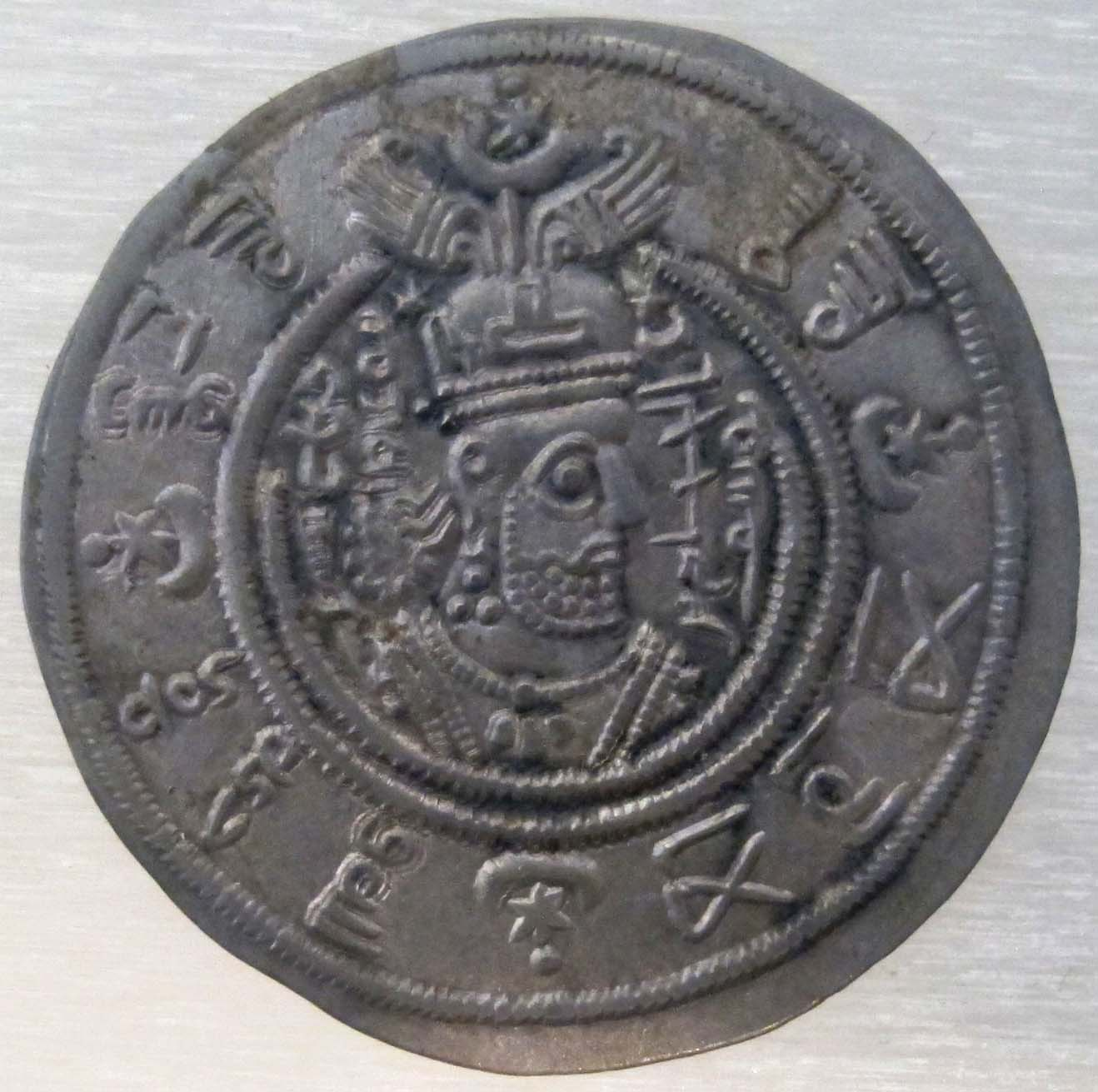
Arabo-Sassanidische Drachme mit dem Namen al-Haddschadsch ibn Yusuf in arabischer Schrift (rechts neben dem Kopf des Schahanschah)

### Disziplinierung der Truppen und Kampf gegen die Charidschiten
Noch im Jahre 694 wurde al-Haddschādsch als Statthalter in den Irak gesandt; er kam wahrscheinlich im Oktober/November des Jahres in Kufa an. Schon bei seinem Einzug in die Stadt machte er in einer Ansprache deutlich, dass er bereit war, mit Gewalt gegen alle Gegner seiner Politik vorzugehen: „Ich sehe, dass Köpfe reif geworden sind und ihre Ernte naht. Und ich sehe das Blut zwischen den Turbanen und den Bärten.“
Schon nach kurzer Zeit zog er nach Basra weiter, um dort die arabischen Truppen für einen Feldzug gegen die Azraqiten, eine militante Splittergruppe der Charidschiten, zu mobilisieren. Innerhalb der arabischen Truppeneinheiten gab es jedoch große Unzufriedenheit, weil al-Haddschādsch die von ʿAbd al-Malik bewilligten Soldzahlungen reduziert hatte. Eine Gruppe von Kämpfern, die von ʿAbdallāh ibn al-Dschārūd angeführt wurde, revoltierte, als al-Haddschādsch diese Forderungen nicht anerkannte. Erst nachdem al-Haddschādsch Ibn al-Dschārūd und seine Anhänger bei Rustaqubādh, dem späteren ʿAskar Mukram, geschlagen hatte, konnte der Feldzug gegen die Azraqiten aufgenommen werden.
Bereits im Winter 694/95 konnten al-Muhallab ibn Abi Sufra und Ibn Michnaf, die die arabischen Truppen anführten, die Azraqiten aus der Stadt Rāmhurmuz vertreiben. Es dauerte aber noch fast zwei Jahre, bis die Azraqiten vollständig vernichtet waren. Im Jahre 696 drang ein anderer Charidschitenführer, Schabīb ibn Yazīd, von Mossul her in den Irak vor. Nur mit der Hilfe von zusätzlichen syrischen Truppen, die al-Haddschādsch beim Kalifen anforderte, konnte er Schabīb im Frühjahr 697 am Fluss Dudschail in Chuzestan besiegen. Für seine Erfolge gegen die Charidschiten wurde al-Haddschādsch 697 zusätzlich zum Statthalter der Provinzen von Chorasan und Sistan ernannt.

### Politik gegenüber den Mawālī
Um den Steuern, die die arabischen Eroberer der einheimischen Bevölkerung auferlegt hatten, zu entkommen, waren viele Bewohner des Sawād, des Fruchtlandes im Irak, zum Islam konvertiert, denn die Konversion hatte eine steuerbefreiende Wirkung. Diese nicht-arabischen Konvertiten hatten ihr Land verlassen, waren in arabische Städte ausgewandert und hatten sich als Mawālī („Klienten“) arabischen Stämmen angeschlossen. Einzelne dieser Mawālī gelangten unter al-Haddschādsch zu hohen Ämtern wie zum Beispiel Sālih ibn ʿAbd ar-Rahmān, der als sein Finanzminister fungierte.
Da den Mawālī jedoch die volle gesellschaftliche Gleichstellung mit ihren Patronen vorenthalten wurde, insbesondere was die staatlichen Renten anging, stellten sie ein Unruheelement im Staat dar. Viele von ihnen sympathisierten mit den Charidschiten und Schiiten. Um die von ihnen ausgehende politische Gefahr auszuschalten, verbannte al-Haddschādsch sie aus den Städten und zwang sie, sich wieder in den Dörfern anzusiedeln. Um einen Rückgang der staatlichen Einnahmen zu verhindern, erlegte er ihnen außerdem die Dschizya wieder auf und stellte sie damit in unrechtmäßiger Weise den Nicht-Muslimen gleich. Außerdem zog er von ihnen die Grundsteuer (ḫarāǧ) ein.

### Gesellschaftliche Polarisierung
Durch seine strenge und zum Teil grausame Herrschaft brachte al-Haddschādsch im Irak viele Personen gegen sich auf. So setzte sich zum Beispiel sein fähiger Statthalter in al-Madāʾin, al-Mutarrif ibn al-Mughīra, der für seine Aufrichtigkeit und Loyalität bekannt war, 696 von ihm ab, nachdem er bei einem Gespräch mit Abgesandten Schabībs Gemeinsamkeiten zwischen seinen eigenen politischen Auffassungen und denjenigen der Charidschiten entdeckt hatte. In der Erwartung, dass ihn al-Haddschādsch ohnehin für seine Kontakte mit den Charidschiten bestrafen würde, verließ al-Mutarrif die Stadt, zog mit seinen Truppen in Richtung Iran und besetzte dort die Städte Qom und Kaschan. Es bedurfte einer ganzen Armee, um seine Truppen niederzuringen.
Zur Zunahme von Spannungen kam es auch dadurch, dass al-Haddschādsch die Macht der arabischen Stammesführer in Kufa und Basra zu brechen versuchte, und diejenigen, die sich ihm nicht unterwarfen, rigoros verfolgte. Auch verspottete al-Haddschādsch die in Kufa populäre Koranlesung des ʿAbdallāh ibn Masʿūd und drohte der Bevölkerung der Stadt mit einem Massaker, wenn sie nicht aufhören würden, den Koran nach seiner Lesung zu rezitieren.
Äußerst unpopulär war darüber hinaus die Herrschaft von al-Haddschādschs Bruder Muhammad ibn Yūsuf, den ʿAbd al-Malik zum Statthalter im Jemen bestellt hatte. Er war wie al-Haddschādsch für seine Grausamkeiten und für seine willkürlichen Steuern berüchtigt. Der kufische Prosopograph Abū l-Hasan al-ʿIdschlī (st. 875) überliefert in seinem Werk über die vertrauenswürdigen Tradenten einen Bericht, wonach Muhammad einmal den jemenitischen Frommen Hudschr al-Madarī zu sich rief und ihn im Namen seines Bruders beauftragte, öffentlich ʿAlī ibn Abī Tālib zu verfluchen. Der Mann führte den Statthalter jedoch hinters Licht, indem er ihn die Leute zusammenrufen ließ und dann vor der versammelten Menschenmenge ausrief: „Muhammad ibn Yūsuf hat mir befohlen, ʿAlī ibn Abī Tālib zu verfluchen. So verflucht ihr ihn, Gott verfluche ihn!“.

### Der Aufstand des Ibn al-Aschʿath
Die angestaute Wut gegen al-Haddschādsch kam in dem Aufstand des Ibn al-Aschʿath zum Ausbruch. ʿAbd ar-Rahmān ibn Muhammad Ibn al-Aschʿath war der Enkel des kinditischen Stammeskönigs al-Aschʿath ibn Qais. 699 sandte ihn al-Haddschadsch an der Spitze einer großen Armee in den Osten, um Angriffe aus dem Gebiet von Kabul auf Sistan abzuwehren. Ibn al-Aschʿath verhielt sich zunächst loyal gegenüber al-Haddschādsch und führte alle seine Befehle aus. Nachdem er das Gebiet von Kabul erobert hatte, zog er sich im Winter 699/700 nach Sistan zurück. Al-Haddschadsch äußerte jedoch in Briefen seinen Unmut über diese Verzögerung. Daraufhin kündigten ihm Ibn al-Aschʿath und seine Offiziere, die das harsche Auftreten al-Haddschadschs und die ewige Kriegführung leid waren, die Gefolgschaft. Mit einer Armee, deren Größe auf 100.000 Mann geschätzt wurde, zogen sie in den Irak und besetzten dort Kufa und Basra.
Dem Aufstand schlossen sich auch viele angesehene Persönlichkeiten an, so zum Beispiel ein Sohn des Prophetengefährten Anas ibn Mālik. Der Historiker Chalīfa ibn Chaiyāt (gest. 854) führt eine Liste von insgesamt 54 Koranlesern (Qurrāʾ) an, die an diesem Aufstand teilnahmen. Eine führende Rolle bei der Mobilisierung der Koranleser nahm Saʿīd ibn Dschubair ein. Er war ein Schüler des ʿAbdallāh ibn ʿAbbās und gehörte den Mawālī an. Während der Herrschaft des Ibn al-Aschʿath im Irak war er für das Einziehen der Zakāt verantwortlich.
Al-Haddschādsch, der in die Umgebung von Basra ausgewichen war, war gezwungen, syrische Truppen zu Hilfe zu rufen. ʿAbd al-Malik, der zwei seiner Söhne an der Spitze einer Armee in den Irak sandte, ließ zunächst Verhandlungen mit Ibn al-Aschʿath aufnehmen und bot ihm die Entlassung des verhassten al-Haddschādsch an. Nachdem jedoch Ibn al-Aschʿath diese Versöhnungsversuche hartnäckig zurückgewiesen hatte, griffen die Syrer seine Truppen an und bereiteten ihm 701 bei Dair al-Dschamādschim eine vernichtende Niederlage. Viele von den Koranlesern wurden hingerichtet, andere Persönlichkeiten wie Saʿīd ibn Dschubair und asch-Schaʿbī flohen in den Heiligen Bezirk von Mekka bzw. nach Chorasan. Ibn al-Aschʿath selbst floh in den Osten und nahm sich drei Jahre später, als er al-Haddschādsch ausgeliefert werden sollte, das Leben.
Da sich auch viele Mawālī an dem Aufstand beteiligt hatten, versuchte al-Haddschādsch, die von ihnen ausgehende politische und militärische Gefahr dadurch zu bannen, dass er sie aus den Städten fernhielt und in entlegene Gebiete umsiedelte. Um sie an der Rückkehr in die Städte zu hindern, wurden ihnen die Namen ihrer Dörfer in die Hände gebrannt. Berüchtigt ist in diesem Zusammenhang al-Haddschādschs Ausspruch, dass die Mawālī „Bauernlümmel“ (ʿulūǧ) seien und deswegen in ihren Dörfern bleiben sollten.

### Al-Haddschādsch als Herrscher über den Ostteil des Reiches

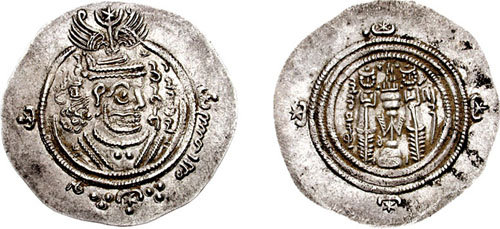
Arabo-Sassanidische Drachme mit dem Namen al-Haddschadsch ibn Yusuf in Pahlawi-Schrift

702 legte al-Haddschādsch in der Mitte zwischen Kufa und Basra als seine neue Residenz die Festungsstadt Wāsiṭ („die Mittlere“) an. Hierhin zog er sich mit seinen syrischen Truppen zurück. Auch machte sich al-Haddschādsch um die Förderung des Ackerbaus im Irak verdient. Der neue Kalif al-Walid I. (705–715) ließ al-Haddschādsch im Osten des Reiches frei walten. So konnte er dort eigenständig die Eroberungen vorantreiben. Unter seinen Feldherren war der junge Muhammad ibn al-Qasim (* 695; † 715), der im Jahre 711 nach Sindh in Indien (heute Pakistan) zog und das Industal eroberte. Qutaiba ibn Muslim wurde 712 nach Transoxanien gesandt, um es zu erobern. Dabei drang er sogar bis an die Ränder Chinas vor und erreichte Dschizya (Tributzahlungen) vom chinesischen Kaiser.
Im Zuge von Abd al-Maliks Münzreform richtete al-Haddschadsch in Kufa eine eigene Prägestätte ein, in der er Münzen mit Pahlawi- und arabischer Aufschrift prägen ließ. Zuvor wurden alle wichtigen Verwaltungstexte und Urkunden von persischen Schreibern auf mittelpersisch und in Pahlavi-Schrift niedergeschrieben.

### Die Durchsetzung des uthmanischen Korantextes
Im Jahre 703 unternahm al-Haddschādsch eine Initiative, um die Durchsetzung des von Uthman ibn Affan erstellten Korantextes voranzubringen. Damit alle Uneindeutigkeiten ausgeräumt waren, wurden die Buchstaben mit ähnlichem Aussehen fortan mit diakritischen Punkten versehen. Auf diese Weise trug er wesentlich zur Weiterentwicklung der arabischen Schrift bei. Leiter der Kommission war al-Hasan al-Basri. Eine Überlieferung von Ibn Abī Dāwūd in seinem „Buch der Koran-Kodizes“ (Kitāb al-Maṣāḥif) besagt, dass al-Haddschādsch elf Stellen in ʿUthmāns Koran-Kodex (muṣḥaf) geändert habe. Omar Hamdan hat gezeigt, dass die genannten Änderungen orthographischer Natur waren und in Wirklichkeit Änderungen gegenüber dem Koran-Kodex von ʿAbdallāh ibn Masʿūd darstellten. Nach Abschluss der Projektarbeiten beauftragte al-Haddschādsch eine Gruppe von drei Männern, alle Koran-Kodizes, die im Besitz der Leute waren, zu inspizieren und jeden Kodex zu zerreißen, der vom uthmanischen Text abwich. Als Entschädigung erhielt der Besitzer einen Betrag von 60 Dirham.
Die frommen Milieus blieben so al-Haddschādsch weiter entfremdet. Dazu trug auch bei, dass er 712 Saʿīd ibn Dschubair, der nach dem Aufstand des Ibn al-Aschʿath nach Mekka geflüchtet waren, von dem dortigen Gouverneur Chālid al-Qasrī verhaften und zur Hinrichtung in den Irak bringen ließ. Um seine Befragung durch al-Haddschādsch vor seiner Hinrichtung ranken sich einige Legenden.

## Tod
Al-Haddschādsch starb im Jahr 714 in Wasit im Irak. Er soll nur sein Schwert als persönliches Eigentum besessen haben. Ein Jahr danach verstarb auch der Kalif al-Walid; und sein Bruder Sulaiman ibn Abd al-Malik wurde der neue Kalif. Sulaiman zweifelte an der Loyalität von al-Haddschādschs Generälen. Er ließ sämtliche Generäle verhaften und zu Tode foltern. Der Gelehrte al-Mubarrad (gest. 898) berichtet, dass Sulaiman auch eine Generalamnestie für all die Menschen erließ, die al-Haddschadsch ins Gefängnis geworfen hatte. An einem Tag seien 80.000 Menschen freigekommen.

## Literarische Rezeption
Al-Haddschadsch tritt als literarische Figur in der Geschichte Ni'ma und seine Sklavin Nu'm (ANE 62) aus Tausendundeiner Nacht in Erscheinung.